# Gare de Munich Olympiastadion
La gare de Munich Olympiastadion est une ancienne gare ferroviaire du réseau de la S-Bahn de Munich, située au parc olympique dans le nord de la ville. Mise en service pour les Jeux olympiques d'été de 1972, elle a été définitivement fermée en 1988 et est demeuré depuis lors une station fantôme. Aujourd'hui, la gare est classée parmi les monuments historiques de Munich.

## Historique

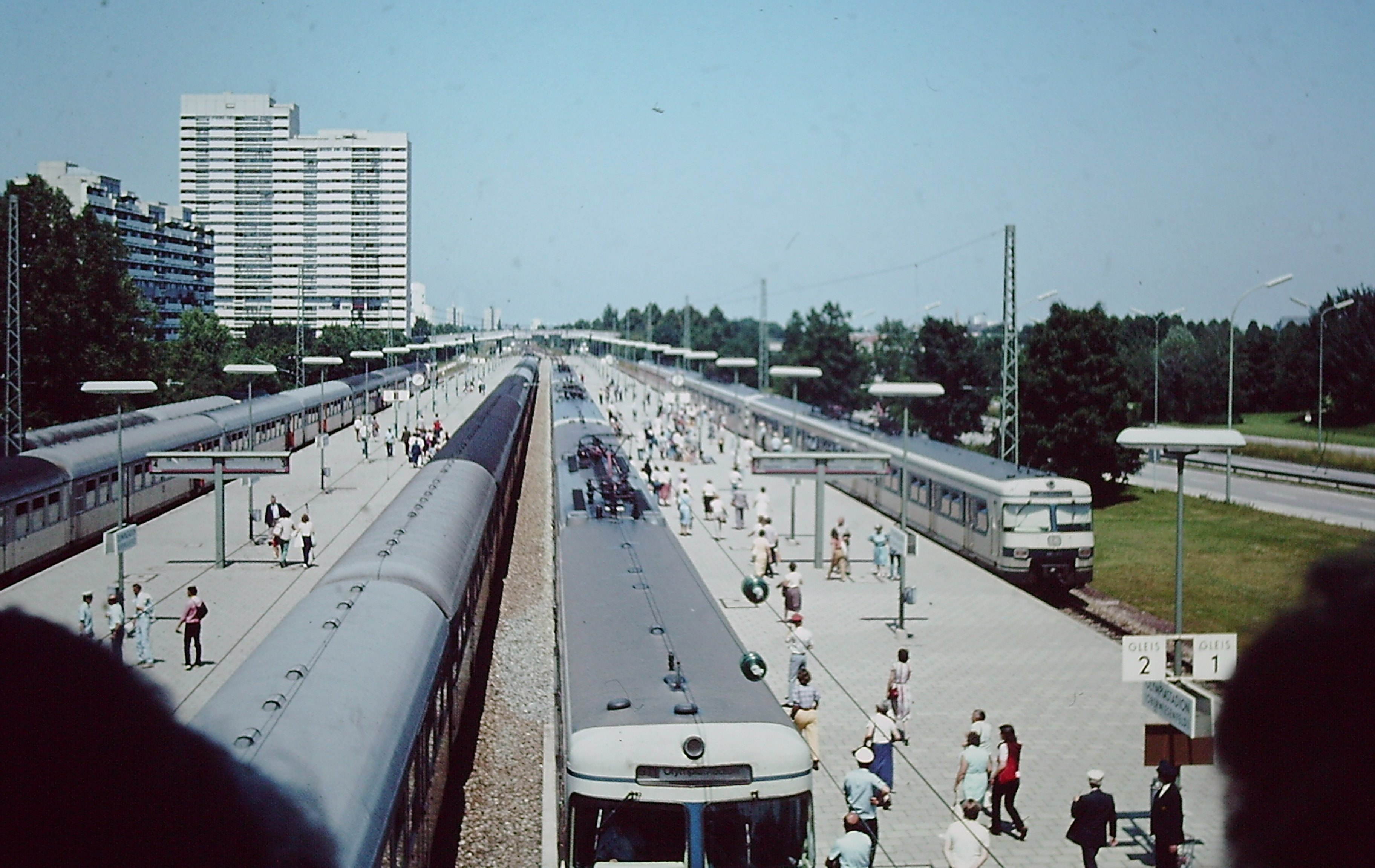
La gare en service au Katholikentag de 1984.

La station consiste en deux quais centraux avec quatre voies ; elle est  ouverte le 26 mai 1972, à l'occasion de l'inauguration du stade olympique par un match de football entre la RFA et l'URSS (4-1). Reliée au périphérique nord de la Deutsche Bundesbahn, la station était desservie par les rames 420 de la S-Bahn de Munich (réseau ferroviaire urbain) pour fournir d'autres moyens de transport durant les Jeux olympiques d'été de 1972. 
Après la fin des Jeux, la gare était seulement desservie lors d'événements majeurs, notamment des matchs de football au stade olympique. La station est fermée le 8 juillet 1988, après le dernier match du Championnat d'Europe de football 1988. Aujourd'hui, elle est abandonnée en désuétude et les pistes menant à la station ont été condamnées. La ligne ferroviaire a été interrompue définitivement en 2003 pour faciliter l'excavation du tunnel d'extension de la ligne U3 du métro de Munich vers la station Olympia-Einkaufszentrum. 
La ligne Transrapid projetée, reliant la gare centrale de Munich et l'aéroport, était censée utiliser l'ancien réseau de S-Bahn pour simplifier la circulation des trains de marchandises. Cependant, la ligne a été abandonnée en raison d'une augmentation des coûts. Le gouvernement municipal de Munich a élaboré des plans afin de sauver la structure de la démolition et de la réaffecter en une voie verte.